# Dimos Symi
Dimos Symi (Symi) är en kommun i Grekland.   Den ligger i prefekturen Nomós Dodekanísou och regionen Sydegeiska öarna, i den sydöstra delen av landet, 400 km öster om huvudstaden Aten. Antalet invånare är 2 594. Arean är 58 kvadratkilometer. Dimos Symi ligger på ön Nísos Sými.
Terrängen i Dimos Symi är kuperad.